# Amiot 122
L'Amiot 122 fu un bombardiere medio monomotore, triposto e biplano, sviluppato dall'azienda aeronautica francese Société d'Emboutissage et de Constructions Mécaniques (SECM) nei tardi anni venti.
Unico modello della serie 120 ad essere avviato alla produzione in grande serie, l'Amiot 122 venne impiegato principalmente dalle forze armate francesi, inizialmente dall'Aéronautique Militaire, la componente aerea dell'Armée de terre (l'esercito francese), e poi, dalla sua istituzione come forza armata autonoma, dall'Armée de l'air, durante gli anni trenta fino alla soglia della seconda guerra mondiale. Inoltre vennero acquistati cinque esemplari dal Brasile, utilizzati dalla Força Aérea Brasileira nella prima parte del decennio.

## Storia del progetto

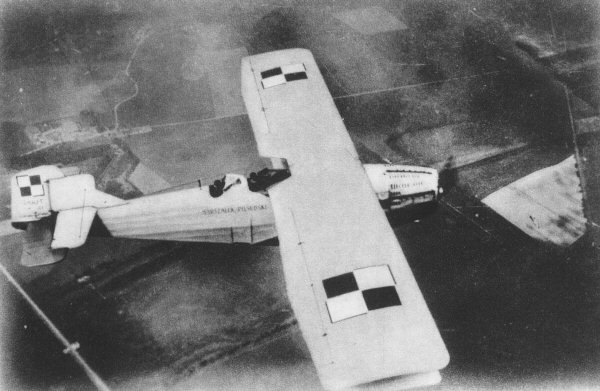
L'Amiot 123 "Marszałek Piłsudski" con insegne polacche impiegato senza successo dai piloti Ludwik Idzikowski e Kazimierz Kubala in un volo transatlantico.

Nel 1926, per ovviare alla necessità di sostituire il parco velivoli a disposizione dell'Armée de terre basato principalmente sul Farman F.60 Goliath, oramai considerato inadeguato, il Service technique de l'aéronautique (STAe) emise una specifica per la fornitura di un nuovo bombardiere pesante alla quale risposero un buon numero di aziende nazionali avviando programmi di sviluppo di modelli adatti a soddisfare quel ruolo. Tuttavia, tra le varie esigenze da soddisfare, vi era quella di adottare modelli in grado di ricoprire più ruoli similari e le specifiche principali variarono ad indicare ruoli più specifici.
Per soddisfare questa esigenza l'ufficio tecnico della SECM ritenne di presentare il terzo prototipo dell'Amiot 120, un grande monomotore biplano sviluppato per conquistare primati su voli a lunga distanza sul quale morì, durante un volo preparatorio, Paul Teste, al quale era seguito anche il "121" che, nel giugno 1927, rimase distrutto in un atterraggio di fortuna.
Il nuovo progetto venne indicato dall'azienda come "122" e fu prodotto in un primo esemplare immatricolato F-AIUQ destinato alle prove di valutazione da parte dalle autorità militari francesi. Un secondo esemplare, realizzato in configurazione biposto opportunamente attrezzata ed indicata come 122S, venne utilizzato da Georges Pelletier-Doisy, asso dell'aviazione pluridecorato della prima guerra mondiale, per compiere due lunghi raid di oltre 10 000 km partendo dalla Francia, il primo attorno al mar Mediterraneo e il secondo sorvolando il deserto del Sahara, per poi fare ritorno in patria.
Il modello, dal 1928 presentato all'Armée de l'air e successivamente ad altri possibili clienti militari, fu l'iniziale variante 122 BN3, che indicava un bombardiere triposto dalle dimensioni leggermente superiori rispetto ai 120 e 121, equipaggiato con un motore Lorraine 18Kd, un motore W18 raffreddato a liquido in grado di erogare una potenza pari a 650 CV (478 kW). Le autorità militari francesi si dichiararono soddisfatte emettendo un ordine di fornitura per una versione in grado di ricoprire anche il ruolo di aereo da ricognizione, ordine che si concretizzò nella definitiva versione 122 BP3, commissionato in 80 esemplari e che integrava elementi del 122S.
Successivamente dal modello vennero sviluppate nuove varianti che, affiancate da una specifica versione richiesta dalla Polonia, la 123, che non si concretizzò in alcun ordine di fornitura, abbinavano una cellula del 122 BP3 di serie a diverse e più potenti motorizzazioni, tutte 18 cilindri a W, la 124 BP3 con un Hispano-Suiza 18Sbr da 1 000 CV, la 125 BP3 con un Renault 18Jbr da 700 CV e la 126 BP3 motorizzata Lorraine 18Gad Orion sempre da 700 CV.
Gli aerei dotati di queste motorizzazioni, pur migliorando in prestazioni e dettagli rispetto al modello da cui derivavano, riproponevano caratteristiche come la velatura biplana e gli abitacoli aperti in tandem, oramai considerate obsolete e non ricevettero alcuna attenzione dal mercato; per questa ragione il loro sviluppo venne definitivamente abbandonato.

## Impiego operativo

### Brasile
Nel 1931 il governo brasiliano emise un ordine per cinque esemplari, tuttavia è certo l'arrivo (o l'utilizzo) da parte del Serviço de Aviação Militar (AvM) di soli quattro Amiot 122, uno dei quali venne certamente utilizzato negli scontri conseguenti al tentato colpo di stato del luglio 1932, rimanendo in servizio almeno fino al 1936.

### Francia
Gli Amiot 122 BP3 iniziarono ad essere consegnati ai reparti dell'Aéronautique Militaire, allora ancora componente aerea dell'Armée de terre, dal 1930, tutti gli 80 esemplari assegnati al 11e régiment d'aviation (11º reggimento d'aviazione) di stanza a Metz. Il modello andò a sostituire progressivamente gli oramai anziani Breguet XIV e Breguet 19 e benché rivelatosi in servizio robusto e ben armato risultò anche lento e pesante; per queste caratteristiche e per le sue dimensioni ben superiori ai precedenti pari ruolo in dotazione l'aereo si guadagnò dai suoi equipaggi il soprannome "La grosse Julie". I 122 BP3 rimasero in servizio di prima linea per la sola prima metà degli anni trenta, velocemente rimpiazzati in servizio dal Bloch MB 200 (introdotto nel 1934) e relegati a compiti di seconda linea in corrispondenza all'istituzione della forza armata indipendente, l'Armée de l'air.

## Utilizzatori
Brasile
- Serviço de Aviação Militar

 Francia
- Aéronautique Militaire
- Armée de l'air

### Pubblicazioni
- Amiot 122, in Aerei da guerra, Ginevra - Novara, Edito Service S.A. - Istituto Geografico De Agostini, 1993.